# 福丸
福丸（ふくまる）は、福岡県宮若市の地名。郵便番号822-0101。

## 地理
宮若市の中部に位置し、宗像地方南部の拠点である。旧若宮町役場（現・宮若市役所支所）が置かれ、旧若宮町の行政上の中心でもあった。北で金丸、南東で原田、南で金生、南西で小伏、西で高野、北西で竹原と隣接する。自動車駅として福丸駅が置かれ、福岡市・福津市・直方市などにJRバスが走る交通の要衝である。

### 河川
- 山口川
- 犬鳴川

## 歴史
古代より宗像氏が領有していた。江戸時代は福岡藩領であった。

## 交通

### バス
福丸駅行きは、直方市からは博多バスターミナル行・福丸行、福岡市からは、直方駅行・福丸行に乗車で着く（交通機関はJR九州バス・直方線）。

### 道路
- 福岡県道21号福岡直方線
- 福岡県道30号飯塚福間線

## 施設
- 宮若市役所支所 - 旧・若宮町役場
- 宮若市立若宮小学校
- 宮若郵便局
- JA直鞍若宮支所
- JA直鞍若宮グリーンセンター
- 若宮農民組合
- 西鞍手森林組合
- 錦町集会所
- 向田隣保館
- 円福寺